# Supertaça Compal
La Supertaça Compal, dal nome del suo principale sponsor, l'azienda alimentare COMPAL, o Supertaça da Lusofonia (in italiano: Supercoppa della Lusofonia), è stato un torneo annuale di pallacanestro disputato tra le squadre vincitrici del campionato e della coppa nazionale dei paesi lusofoni (di lingua portoghese). L’evento è organizzato congiuntamente dalle federazioni di pallacanestro di Angola e Portogallo. 
La prima edizione del torneo si è giocata nel 2010 tra squadre provenienti da Portogallo e Angola. Nel 2012, all'ultima edizione disputata della competizione, una squadra del Mozambico è stata invitata a partecipare al torneo.

## Storia
La Supertaça Compal ha avuto la sua edizione inaugurale nel 2010, disputata a Luanda, in Angola. In quell'occasione, a trionfare fu il Benfica, che superò nella partita decisiva i campioni angolani del Primeiro de Agosto con il punteggio di 64-57. La competizione si svolse presso il Pavilhão da Cidadela, riunendo i vincitori del campionato e della coppa nazionale di Angola e Portogallo. Il torneo, organizzato con il sostegno del gruppo Sumol + Compal, si articolò in tre giorni consecutivi di gare. 
La seconda edizione si svolse nel 2011, questa volta in Portogallo, nella storica Arena di Campo Pequeno, a Lisbona. In quell'occasione fu il Primeiro de Agosto a conquistare il trofeo, vendicando la sconfitta subita l'anno precedente. La squadra angolana, guidata dall'allenatore portoghese Luís Magalhães, si laureò campione rimanendo imbattuta per tutta la durata della competizione. Nella stessa edizione debuttò anche il Recreativo do Libolo, che sconfisse il Benfica, rendendo più complessa la situazione in classifica. Il Porto, anch'esso alla prima partecipazione, avrebbe avuto bisogno di una vittoria con almeno 18 punti di scarto per aggiudicarsi il titolo, ma fu sconfitto dal Primeiro de Agosto per 96-87, consegnando il trionfo ai rivali del Benfica.
La terza e ultima edizione, disputata nel 2012, si tenne nuovamente in Angola, con le partite giocate in due città, Luanda e Benguela vide per la prima volta la partecipazione di una squadra del Mozambico, portando così a tre le nazioni rappresentate. Le sei squadre partecipanti furono: Primeiro de Agosto, Petro Atlético e Libolo per l’Angola; Porto e Madeira per il Portogallo; e il C.D. Maxaquene per il Mozambico. Dopo la fase a gironi e le semifinali, la finale fu vinta dal Petro Atlético, che si impose per 64-51 contro il Porto, conquistando così il suo primo titolo nella competizione.
Al termine delle tre edizioni disputate tra il 2010 e il 2012, la Supertaça Compal vide tre vincitori differenti: il Benfica (2010), il Primeiro de Agosto (2011) e il Petro Atlético (2012). 

## Albo d'Oro
| 2010 | Luanda           | 4 | Benfica            | Formato a gironi | Primeiro de Agosto | Petro Atlético | Formato a gironi | Ovarense           |
| 2011 | Lisbona          | 4 | Primeiro de Agosto | Formato a gironi | Libolo             | Porto          | Formato a gironi | Benfica            |
| 2012 | Luanda/ Benguela | 6 | Petro Atlético     | 64–51            | Porto              | Libolo         | 79–65            | Primeiro de Agosto |

## Vittorie per club
| Club               | Vittorie | 2° posto | Edizioni vinte | Edizioni 2° posto |
| ------------------ | -------- | -------- | -------------- | ----------------- |
| Primeiro de Agosto | 1        | 1        | 2011           | 2010              |
| Benfica            | 1        | 0        | 2010           | —                 |
| Petro Atlético     | 1        | 0        | 2012           | —                 |
| Libolo             | 0        | 1        | —              | 2011              |
| Porto              | 0        | 1        | —              | 2012              |

## Partecipazioni e prestazioni
| Pos. | Squadra            | 2010 | 2011 | 2012 | Apparizioni |
| ---- | ------------------ | ---- | ---- | ---- | ----------- |
| 1°   | Primeiro de Agosto | 2010 | 2011 | 4°   | 3           |
| 2°   | Petro Atlético     | 2010 | -    | 2012 | 2           |
| 3°   | Benfica            | 2010 | 4°   | -    | 2           |
| 4°   | Porto              | -    | 2011 | 2012 | 2           |
| 4°   | Libolo             | -    | 2011 | 2012 | 2           |
| 5°   | Ovarense           | 4°   | -    | -    | 1           |
| 6°   | Madeira            | -    | -    | 5°   | 1           |
| 7°   | C.D. Maxaquene     | -    | -    | 6°   | 1           |